# Buddhizmus Ukrajnában
A buddhizmus Ukrajnában kisebbségi vallásnak számít, ahol a magukat buddhistának vallók száma hozzávetőleg 50 000 fő (2013). Ez a teljes lakosság alig több, mint 0,1%-a.

## Története
Az ukránok már jóval a 19. század előtt találkozhattak a buddhista tanokkal a hagyományosan is buddhista nemzetnek számító kalmükökön keresztül. A 19. századtól már nem csupán a buddhizmus kulturális megnyilvánulásai iránt érdeklődött az ukrán értelmiség, hanem elsősorban a filozófiai és etikai aspektusaival.
A buddhizmussal való szorosabb kapcsolatot megzavarta a szovjet időszak, amikor minden, a szovjet ideológiától eltérő, vallásos tanításokat üldöztek. Emiatt a buddhizmusról szóló első előadásokhoz 1989-ig kellett várni, amikor a szovjet rendszer politikai és ideológiai nyomása jelentősen lecsökkent. Megjelentek az első világi követők, akik menedéket vettek a három drágaságban: a Buddha, a dharma és a szangha (közösség).
Ukrajna legelső hivatalosan regisztrált buddhista közösségét a Donecki területen alapították 1991-ben. Ebben az évben még két regionális buddhista közösséget regisztráltak, Luhanszkban és Harkivban, valamint egyéb csoportok is nyíltak Kijevben, Moszkvában, Fehéroroszországban és Baskíriában. 1993-ban ezen közösségek vezetői közös szervezetet hoztak létre (Ukrán Buddhisták Spirituális Szervezete), amelynek legelső vezetője a nyingma iskolához tartozó, burját származású Dordzse Dzsambo volt. Ebben az évben épült a Lunh-zhonh-pa buddhista központ (tibeti: a parancsolat őrzői) is. Az iskola világi és egyházi működése jelenleg is aktív. Ukrajnában ma mintegy 100 buddhista közösség és csoport működik, amelyek közül 38 hivatalosan regisztrál, jogi státuszú. A legnagyobb közösségek és csoportok a tibeti buddhizmushoz tartoznak, azaz a vadzsrajána hagyományhoz. Ezek közül a legelterjedtebb a karma kagyü, amely a kagyü iskolához tartozik.
2006 óta létezik egy drikung kagyü központ Kijevben, amely tagja Garcsen rinpocse központok globális közösségének. A tibeti tanítómester az elmúlt tíz évben négy alkalommal járt Kijevben.
A nemzetközi dzogcsen közösségnek is vannak tagjai Ukrajnában. Ez az iskola Namkhai Norbu, száműzetésben élő tibeti láma erőfeszítésit követően Nyugaton különálló buddhista iskolaként létezik a 20. század óta. A karma kagyühöz hasonlóan ennek az iskolának a tevékenysége is a világi buddhisták oktatására orientálódik. Az ország területén négy sambhala központ működik, amelyet  a tibeti Csögyam Trungpa alapított.
A tibeti buddhizmus mellett vannak Ukrajnában zen és Vipasszaná meditáció gyakorlók is.